# Pays-Bas au Concours Eurovision de la chanson 1972
Les Pays-Bas ont participé au Concours Eurovision de la chanson 1972 le 25 mars à Édimbourg (Écosse), au Royaume-Uni. C'est la 17e participation des Pays-Bas au Concours Eurovision de la chanson.
Le pays est représenté par le duo Sandra & Andres et la chanson Als het om de liefde gaat, sélectionnés respectivement en interne et au moyen d'une finale nationale organisée par la Nederlandse Omroep Stichting (NOS).

## Sélection

### Nationaal Songfesival 1972
Le radiodiffuseur néerlandais, la Nederlandse Omroep Stichting (NOS), organise la 15e édition du Nationaal Songfestival (nl), pour sélectionner la chanson représentant les Pays-Bas au Concours Eurovision de la chanson 1972, l'artiste ayant été sélectionné en interne.
La finale nationale, présentée par Willy Dobbe (en), a eu lieu le 22 février 1972 au théâtre royal Carré à Amsterdam.

#### Finale
Le duo Sandra & Andres a été sélectionné en interne pour le Nationaal Songfesival 1972. Trois chansons sont interprétées par Sandra & Andres et qui sont toutes en néerlandais, langue nationale des Pays-Bas.
| Ordre | Artiste          | Chanson                   | Traduction                 | Points | Place |
| ----- | ---------------- | ------------------------- | -------------------------- | ------ | ----- |
| 1     | Sandra en Andres | Als het om de liefde gaat | Quand il s'agit de l'amour | 73     | 1     |
| 2     | Sandra en Andres | De oude zigeuner          | Le vieux gitan             | 28     | 2     |
| 3     | Sandra en Andres | Lang zo fijn niet         | Pas aussi agréable         | 9      | 3     |

Lors de cette sélection, c'est la chanson Als het om de liefde gaat, écrite par Hans van Hemert, composée par Dries Holten et interprétée par Sandra & Andres, qui fut choisie. Sandra, de son nom entier Sandra Reemer, participerait par la suite de nouveau à l'Eurovision, représentant les Pays-Bas seule en 1976 et avec son groupe Xandra en 1979.
Le chef d'orchestre sélectionné pour les Pays-Bas à l'Eurovision 1972 est Harry van Hoof (en).

## À l'Eurovision
Chaque pays a un jury de deux personnes. Chaque juré attribue entre 1 et 5 points à chaque chanson.

### Points attribués par les Pays-Bas
| 9 points | Autriche Luxembourg                                 |
| 8 points | Finlande Royaume-Uni                                |
| 6 points | Allemagne France Yougoslavie                        |
| 5 points | Espagne Irlande Italie Monaco Portugal Suède Suisse |
| 4 points | Malte Norvège                                       |
| 3 points | Belgique                                            |

### Points attribués aux Pays-Bas
| 10 points           | 9 points                               | 8 points                      | 7 points     | 6 points                                         |
| ------------------- | -------------------------------------- | ----------------------------- | ------------ | ------------------------------------------------ |
|                     | - Finlande - Royaume-Uni - Yougoslavie | - Espagne - Irlande - Norvège | - Luxembourg | - Allemagne - Autriche - France - Suède - Suisse |
| 5 points            | 4 points                               | 3 points                      | 2 points     |                                                  |
| - Monaco - Portugal |                                        | - Italie - Malte              | - Belgique   |                                                  |

Sandra & Andres interprètent Als het om de liefde gaat en 18e position, suivant le Luxembourg, qui remporterait par la suite le concours. 
Au terme du vote final, les Pays-Bas terminent 4es sur 18 pays, ayant reçu 106 points au total,.